# Duke Nukem (computerspel)
Duke Nukem is het eerste computerspel in de Duke Nukem-reeks. Het is een 2D-platformspel.
Het spel werd in de Verenigde Staten voor het eerst uitgebracht op 1 juli 1991 en draait onder MS-DOS. Later in 1992 kwam het spel naar Europa.

## Verhaal
Duke Nukem speelt zich af in de nabije toekomst, waarin Dr. Proton over de wereld wil heersen met zijn leger van Techbots. Het is de taak aan Duke Nukem om er een stokje voor te steken!
Duke Nukem gebruikt zijn speciale groene, laserachtige wapen om zijn vijanden neer te schieten.

## Specificaties
Het spel maakt gebruik van een 16-kleurenpalet. Audio is alleen beschikbaar voor de pc-speaker.
Omdat dit spel al verouderd is, is het niet goed compatibel met sommige nieuwe systemen. Men kan het echter nog spelen met eComStation, ArcaOS, of door het te emuleren met een MS-DOS emulator, zoals DOSBox.

## Vijanden
In het spel is bijna geen conversatie omdat Duke Nukem zich altijd in een vijandige omgeving bevindt: een ruimtestation, fabriek of de hide-out van Dr. Proton, en nog meer van zulke locaties...
- De Robot: Dit is een robotje ongeveer half zo groot als Duke Nukem.

- Stekelbal: Dit is een stuiterende, rode stekelbal die niet te verwoesten is. Duke moet hem ontwijken.

- Muurmonster: Dit groene monster kruipt over de muren, wachtend tot je in de buurt komt. Dan probeert hij je op te eten.

- Paars Konijn: Dit schattige dier zet graag zijn tanden in je.

- Dr. Proton: De maniak in zijn automatische vliegstoel die de wereld wil veroveren.